# 동명중학교 (대전)
동명중학교(東明中學校)는 대한민국 대전광역시 중구 석교동에 있는 사립 중학교이다.

## 학교 연혁
- 1967년 8월 25일 : 학교법인 명신학원 설립 인가
- 1967년 10월 28일 : 동명중학교 9학급 인가
- 1968년 1월 1일 : 초대 염준호 교장 취임
- 1968년 3월 6일 : 동명중학교 개교
- 1971년 1월 12일 : 제1회 졸업식
- 2017년 1월 23일 : 제19대 조영일 이사장 취임
- 2022년 9월 1일 : 제14대 김순조 교장 취임
- 2023년 4월 20일 : 학교법인 영민학원으로 변경
- 2024년 1월 9일 : 제54회 졸업식
- 2024년 3월 4일 : 입학식

## 참고 자료
- 동명중학교 - 한국교육학술정보원 학교알리미